# Tårs Sogn (Hjørring Kommune)
 For alternative betydninger, se Tårs Sogn. (Se også artikler, som begynder med Tårs Sogn)
Tårs Sogn er et sogn i Hjørring Søndre Provsti (Aalborg Stift).
I 1800-tallet var Tårs Sogn et selvstændigt pastorat. Det hørte til Børglum Herred i Hjørring Amt. Tårs sognekommune blev ved kommunalreformen i 1970 indlemmet i Hjørring Kommune.
I Tårs Sogn ligger Tårs Kirke fra Middelalderen og filialkirken Morild Kirke fra 1909. 
I sognet findes følgende autoriserede stednavne:
- Agdrup (bebyggelse, ejerlav)
- Amdal (bebyggelse)
- Bagerholm (areal)
- Barholt (bebyggelse, ejerlav)
- Bedelund (bebyggelse)
- Bjørnstrup Mark (bebyggelse)
- Boller Hede (bebyggelse)
- Borup (bebyggelse)
- Borup Mark (bebyggelse)
- Bøjet (bebyggelse)
- Bøjholm (bebyggelse)
- Bålhøj (areal)
- Dal (bebyggelse)
- Gammel Møjen (bebyggelse)
- Gammel Tårs (bebyggelse)
- Graum (bebyggelse, ejerlav)
- Græsdal (bebyggelse, ejerlav)
- Harpsø (bebyggelse, ejerlav)
- Hejerholt (areal)
- Hejselholt (bebyggelse, ejerlav)
- Hjabelund (bebyggelse)
- Hovstrup (bebyggelse)
- Hvidsted (bebyggelse, ejerlav)
- Højbjerg (bebyggelse)
- Ilbjerge (areal, bebyggelse)
- Jernskov (bebyggelse)
- Karmisholt (bebyggelse, ejerlav)
- Karmisholt Mark (bebyggelse)
- Klarup (bebyggelse)
- Koldbro (bebyggelse)
- Kragdrup (bebyggelse)
- Kragvad (bebyggelse, ejerlav)
- Krogen (bebyggelse, ejerlav)
- Lindholt (bebyggelse, ejerlav)
- Lindholt Hede (bebyggelse)
- Morild (bebyggelse, ejerlav)
- Ny Møjen (bebyggelse)
- Rolighed (bebyggelse)
- Rom (bebyggelse)
- Rugholm (bebyggelse)
- Skiveren (bebyggelse)
- Smalby (bebyggelse)
- Stendal (bebyggelse, ejerlav)
- Stendal Mark (bebyggelse)
- Stoksted (bebyggelse, ejerlav)
- Stoksted Mark (bebyggelse)
- Stovhøj (areal)
- Svenstrup (bebyggelse)
- Sæsing (bebyggelse, ejerlav)
- Sønder Tårs (bebyggelse)
- Sørup (bebyggelse, ejerlav)
- Terpet (bebyggelse, ejerlav)
- Tranget (bebyggelse)
- Tårs (bebyggelse, ejerlav)
- Vestermark (bebyggelse)
- Volsbjerg (areal)
- Volsdam (bebyggelse)
- Østerheden (bebyggelse, ejerlav)
- Ås Mark (bebyggelse)

Der er fire hovedgårde i sognet: 
Hvidstengård, Boller, Tidemandsholm og Ås.